# Hinterwildalpen
Hinterwildalpen ist ein Ort in der Gemeinde Wildalpen im Bezirk Liezen in der Steiermark.

## Geographie
Der Ort liegt auf etwa 802 m ü. A. Der Ort ist nur durch eine circa 6 Kilometer lange Straße von Wildalpen erreichbar. Gipfel sind der Geiger im Südosten, Grasberg im Südwesten und Buchberg in Südosten.

## Nachbarorte
|           | Fachwerk                                    |           |
| Gamsforst | Kompassrose, die auf Nachbargemeinden zeigt | Winterhöh |
|           | Eisenerz                                    |           |

## Tourismus
- Wanderrouten
- Waldbad

### Öffentliche Einrichtungen
- Freibad
- Langlaufloipe